# Соня Граф
Сусанна «Соня» Граф (Susanna Graf) (16.12.1908 — 06.03.1965) — німецька та американська шахістка. Чемпіонка світу серед жінок та дворазова чемпіонка США серед жінок. У 2006 році включена до Всесвітньої шахової зали слави.

## Біографія

### Ранні роки
Соня Граф народилася у Мюнхені, у родині поволзьких німців Йозефа Графа та Сусанни Циммерманн, які переїхали до Німеччини у 1906 році.
Батько навчив її грати в шахи та, захопившись грою, Соня багато часу проводила у шахових кафе, де познайомилась із Зігбертом Таррашем та стала його ученицею.
Соня брала участь у різних шахових змаганнях та двічі обіграла Рудольфа Шпільмана.
У 1934  році вона зіграла проти Віри Менчик у неофіційному матчі в Амстердамі (Нідерланди), а у 1937 році і в офіційному матчі чемпіонату світу у Земмерінгу (Австрія). Вона програла обидва матчі, але разом із Вірою Менчик була запрошена взяти участь у турнірі, який проходив того ж року у Празі (Чехословаччина). Найкращим досягненням С. Граф стала нічия з естонським майстром Паулем Кересом.

### В Аргентині та США
У 1939 році Соня Граф взяла участь у чемпіонаті світу з шахів серед жінок, який проходив у Буєнос-Айресі (Аргентина). Через несприйняття нею націонал-соціалістичного уряду Німеччини, вона грала під «вільним» прапором, виборовши друге місце.
Після початку Другої світової війни, С. Граф залишається в Аргентині. У 1941 році виходить її книга «Так грає жінка».
У 1947 році Соня Граф виходить заміж за Вернона Стівенсона. Подружжя переїжджає до Каліфорнії та оселяється у Голлівуді. Соня починає грати під ім'ям Соня Граф-Стівенсон.
У 1957 році вона разом із Гізеллою Кан Грессер виграла чемпіонат США з шахів серед жінок; у 1964 році виграла чемпіонат вдруге.
Надалі мешкала у Нью-Йорку та  давала уроки гри в шахи у шаховому центрі.
Померла на 57-му році життя.